# Epirhyssa nigra
Epirhyssa nigra är en stekelart som beskrevs av Tohru Uchida 1928. Epirhyssa nigra ingår i släktet Epirhyssa och familjen brokparasitsteklar. Inga underarter finns listade i Catalogue of Life.